# DeepFace
DeepFace ist eine von Facebook entwickelte Software zur Gesichtserkennung, die Künstliche Intelligenz bzw. Deep Learning benutzt. Das Ziel von DeepFace ist die Erkennung von menschlichen Gesichtern auf Fotos. Laut Facebook erreicht die Software mittlerweile eine Genauigkeit von 97,35 % (Abweichungen von ± 0,25 %). Damit ist DeepFace fast so gut wie Menschen, die eine Genauigkeit von 97,53 % besitzen. Außerdem ist DeepFace damit um einiges besser als die Software vom FBI, die nur eine Genauigkeit von 85 % erreicht. Dies liegt unter anderem daran, dass Facebook viel mehr Bilder zum Trainieren besitzt als das FBI. Die Software besitzt ein künstliches neuronales Netz mit neun Layern und 120 Millionen gewichteten Verbindungen. DeepFace wurde mit vier Millionen Bildern von mehr als 4.000 Facebook-Nutzern trainiert. Laut Facebook soll die Software auch eingesetzt werden, um die Privatsphäre der Nutzer zu schützen. Dabei will Facebook jedes hochgeladene Bild prüfen, ob dort auch andere Facebook-Nutzer zu erkennen sind und dann den Nutzern die Möglichkeit geben, sich unkenntlich zu machen. Laut Yaniv Taigman (Artificial Intelligence Scientist bei Facebook) wurde die Fehlerrate über 25 % im Vergleich zu früheren Softwares, die die gleiche Aufgabe hatten, reduziert. Eine weitere Besonderheit von DeepFace ist, dass ein 3D-Modell erstellt wird, um die Person virtuell in die Kamera schauen zu lassen.

## Geschichte
Facebook führte eine Gesichtserkennung im Juni 2011 in Deutschland ein. Da es jedoch viel Kritik von Datenschützern gab, löschte Facebook alle Daten, die die Software gesammelt hatte und deaktivierte DeepFace im Herbst in ganz Europa. Facebook kaufte Mitte 2012 die israelische Firma Face.com, die 2007 gegründet wurde, für 100 Millionen US-Dollar, da Facebook diese ausbauen wollte. Facebook stellte dieses Projekt erstmals auf der IEEE 2014 vor.